# Lilimar Hernandez
Lilimar Hernandez, accreditata anche come Lilimar (Margarita, 2 giugno 2000), è un'attrice venezuelana.
È conosciuta per i suoi ruoli come Sophie nel 2015 nella serie televisiva Nickelodeon Bella e i Bulldogs e come Sage nella serie televisiva del 2018 Knight Squad, sempre di Nickelodeon.

## Biografia
Lilimar Hernandez è nata a Margarita in una isola di Venezuela, da genitori cubani. Si è trasferita a Miami con la sua famiglia quando aveva sei anni e ha iniziato a frequentare corsi di recitazione all'età di nove anni. Da quando ha ottenuto il suo ruolo in Bella e i Bulldogs,vive a Los Angeles con sua nonna e con sua madre, quest'ultima di nome Mayte.
L'attrice è affetta da eterocromia, cioè quella caratteristica somatica che presente le iridi degli occhi di colore diverso, nel caso dell'attrice, presenta l'occhio sinistro marrone e l'occhio destro verde/nocciola.

## Filmografia

### Cinema
- Hubie Halloween, regia di Steven Brill (2020)

### Televisione
- Sábado Gigante - Programma televisivo (2006)
- Rosario - Serie TV, 1 episodio (2013)
- The Little Ghost - Film (2013)
- Smart Alec - Serie TV (2014)
- Pedro Pan - Film (2014)
- Ultimi figli - Film (2014)
- Bella e i Bulldogs - Serie TV (2015-2016)
- La vita dopo il primo fallimento - Serie TV (2017)
- Knight Squad - Serie TV (2018)

## Riconoscimenti
- 2015 – Kids' Choice Awards[1]
  - Vinto Attrice TV preferita per Bella e i Bulldogs